# 756832 Balogh
756832 Balogh è un asteroide della fascia principale. Scoperto nel 1999, presenta un'orbita caratterizzata da un semiasse maggiore pari a 2,576565 UA e da un'eccentricità di 0,250219, inclinata di 7,286314° rispetto all'eclittica.
È dedicato a Michael Balogh, professore di astronomia e fisica presso l'Università di Waterloo.